# Albert de Pineda i Álvarez

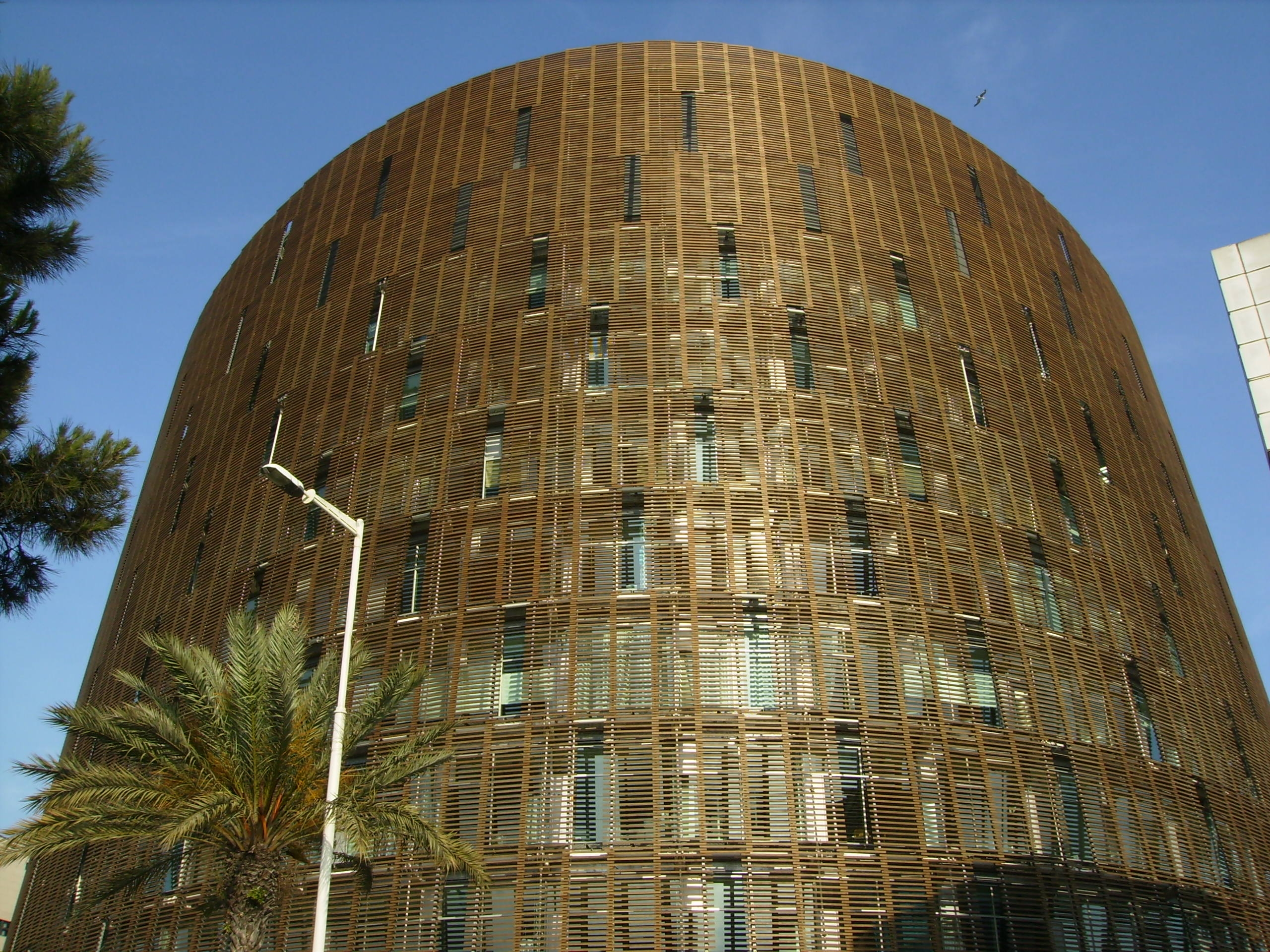
Edifici del Parc de Recerca Biomèdica de Barcelona

Albert de Pineda i Álvarez és un arquitecte català per l'Escola Tècnica Superior d'Arquitectura de Barcelona el 1980, especialitzat en arquitectura enfocada al món sociosanitari.
Va realitzar juntament amb Manuel Brullet i Tenas, aconseguint el Premi FAD d'Arquitectura de l'any 1992, la reforma i rehabilitació de l'Hospital del Mar entre els anys 1988/1991 i el projecte del Parc d'Investigació Biomèdica emplaçat al costat d'aquest Hospital. En col·laboració amb aquest mateix arquitecte l'any 2000 han realitzat l'Hospital Hedwigshöhe a Berlín i el 2002 la nova Clínica Quirón a Barcelona.
L'Hospital Marítimo d'Oza, a La Corunya, realitzat en col·laboració amb Andrés Reboredo va rebre el 1996 el premi al millor edifici de España construït amb granet i el 1998 el premi d'Arquitectura Julio Galán Carvajal. El 2005 va rebre el Premi d'Arquitectura de les Comarques de Girona per l'Hospital General de Santa Caterina de Salt, i el 2008 el Premi Dècada d'Arquitectura pel Mercat de la Concepció, atorgat per la Fundació Òscar Tusquets.